# ユグラ・サモトロル・ニジネヴァルトフスク
ユグラ・サモトロル・ニジネヴァルトフスク（ロシア語: Югра-Самотлор Нижневартовск）は、ロシア・ニジネヴァルトフスクを本拠地とする男子バレーボールクラブチーム。1987年創設。

## 主な成績
ロシアリーグ
- 優勝：なし

 ロシアカップ
- 優勝：1993

## 歴代所属選手
- スタニスラフ・ディネイキン
- アレクサンドル・コルネーエフ